# Henry Township (Missouri)
Henry Township est un township, situé dans le comté de Vernon, dans le Missouri, aux États-Unis,.
Le township est fondé en 1855, sous le nom de Summers Township. Il est rebaptisé, sous son nom actuel, en 1856, en mémoire de John McHenry, un pionnier.

### Source de la traduction
- (en) Cet article est partiellement ou en totalité issu de l’article de Wikipédia en anglais intitulé « Henry Township, Vernon County, Missouri » (voir la liste des auteurs).